# The Moth and the Flame (film 1913)
The Moth and the Flame è un cortometraggio muto del 1913. Il nome del regista non viene riportato nei credit. I due interpreti principali avrebbero poi cambiato mestiere: Henry King sarebbe presto passato dietro la macchina da presa diventando in seguito uno dei più importanti registi di Hollywood mentre Jeanie Macpherson sarebbe diventata una delle sceneggiatrici più influenti del cinema USA, collaboratrice abituale di Cecil B. DeMille.

## Produzione
Il film fu prodotto dalla Balboa Amusement Producing Company (come PathéPlay)

## Distribuzione
Distribuito dalla General Film Company, il film - un cortometraggio di due bobine - uscì nelle sale cinematografiche statunitensi il 26 dicembre 1913. Ne fu curata una riedizione che fu distribuita il 29 ottobre 1916.